# Nerfamarant
De nerfamarant (Amaranthus blitoides) is een eenjarige plant uit de amarantenfamilie (Amaranthaceae). De plant komt van nature voor in Noord-Amerika en heeft zich van daaruit als neofyt verspreid naar Europa. Het aantal chromosomen is 2n = 32.
De plant heeft 15-50 cm lange stengels, die liggend tot opstijgend en sterk vertakt zijn en vaak een mat vormen. De tamelijk vlezige, spatelvormige, 1,5-3 cm lange en 0,5-1 cm brede bladeren zijn aan de top stomp of rond en hebben de grootste breedte boven het midden. Aan de onderzijde van het blad zijn de witachtige middennerf en zijnerfen duidelijk zichtbaar.
De eenhuizige plant bloeit van augustus tot in de herfst met groenachtige vaak rood getinte, eenslachtige bloemen. De bloem heeft meestal vijf 1,5-3 mm lange, smal-eironde tot breed-lijnvormige bloemdekbladen met een even lang of iets langer, smal schutblaadje. De mannelijke bloemen zitten onder de vrouwelijke bloemen en hebben drie meeldraden. De stijl van de vrouwelijke bloem heeft drie stempels. De bloeiwijze heeft tot aan de top bladeren. De bloemkluwens zitten in de oksels van de bladeren.
De 1,7- 2,5 mm grote, vrijwel ronde vrucht is een glad, regelmatig overdwars openspringend (dehiscent), eenzadig nootje met drie groene vaak rood getinte nerven. Gedroogd zijn ze iets wrattig of rimpelig. De zwarte, vrij matte, 1,3-1,6 mm grote zaden zijn lens- tot breed-lensvormig.
De nerfamarant komt voor op droge, matig voedselrijke zandgrond voornamelijk in de duinen en langs rivieren.

## Namen in andere talen
- Duits: Westamerikanische Amarant, Westamerikanischer Fuchsschwanz
- Engels: Prostrate Pigweed, Mat amaranth
- Frans: Amarante fausse-blite